# Llefià (métro de Barcelone)
Llefià est une station de la L10 du métro de Barcelone.

## Histoire
La station ouvre au public en 2010, lors de la mise en service de la ligne 10.